# Paraberismyia tzontehuitza
Paraberismyia tzontehuitza är en tvåvingeart som beskrevs av Norman E. Woodley 1995. Paraberismyia tzontehuitza ingår i släktet Paraberismyia och familjen vapenflugor. Inga underarter finns listade i Catalogue of Life.